# Средний Липовець
Средний Липовець (словен. Srednji Lipovec) — поселення в общині Жужемберк, регіон Південно-Східна Словенія, Словенія. Висота над рівнем моря: 345,6 м.